# Swainsona minutiflora
Swainsona minutiflora là một loài thực vật có hoa trong họ Đậu. Loài này được A.T.Lee miêu tả khoa học đầu tiên.